# نرکین قلیچ‌باغ
نرکین قلیچ‌باغ ( ترکی آذربایجانی: Nerkin Qlıçbağ یا آشاغی قلیچ‌باغ Aşağı Qılıçbağ) یک منطقهٔ مسکونی در جمهوری آرتساخ است که در استان آسکران واقع شده‌است.